# Aristotele contempla il busto di Omero
Aristotele contempla il busto di Omero è un dipinto a olio su tela (143,5x136,5 cm) realizzato nel 1653 dal pittore Rembrandt Harmenszoon Van Rijn.

## Storia
Conservata al Metropolitan Museum of Art di New York l'opera, firmata e datata "REMBRANDT F. 1653", è la prima di un trittico che comprende Alessandro Magno e Omero, a celebrazione dei più grandi uomini della Grecia antica. Aristotele tiene una mano destra su un ritratto scultoreo di Omero, mentre la sinistra è posata sulla catena d'oro da cui pende un ritratto di Alessandro Magno, suo allievo. Nel quadro compaiono così anche le due opere successive, appena accennate.
Fu eseguita per il nobile siciliano Antonio Ruffo, che la pagò 500 fiorini, e gli fu inviata a Messina nel 1654. Il Ruffo, nel 1660, commissionò al Guercino una tela raffigurante una mezza figura che si potesse accordare con il dipinto del Rembrandt: a questo scopo gli inviò uno schizzo dell'opera che il Guercino interpretò come un Fisionomista che stesse studiando su una scultura i lineamenti di un volto, proponendo di dipingere in correlazione un Cosmografo intento a studiare un mappamondo.
L'anno successivo, il Ruffo inviò a Mattia Preti gli schizzi dei dipinti del Rembrandt e del Guercino, richiendo un altro dipinto che ad essi si accordasse e il Preti dipinse un Dionigi di Siracusa. Le opere del Guercino e del Preti sono tuttavia andate perdute.
La famiglia Ruffo conservò il dipinto fino al 1760; pervenuto in Inghilterra, passò nel 1928 al collezionista americano Alfred Erickson e fu acquistato il 15 novembre 1961 dal Metropolitan Museum per 2.300.000 dollari, la più alta cifra mai spesa fino ad allora per un quadro.